# 安孫子三和
安孫子 三和（あびこ みわ、1961年1月23日 - ）は、日本の漫画家。宮城県柴田郡柴田町出身、同県在住。血液型はA型。宮城県白石女子高等学校卒業。

## 経歴
1983年、専門学校日本ビジネススクール仙台校（現・日本デザイナー芸術学院仙台校）在学中に、『別冊LaLa』夏の号「ロマンチストな虹たち」でデビューする。
1987年「LaLa」6・7月号に、人間語を話す猫・みかんのあったかファンタジー「吐夢と不思議な猫」を発表し好評を博す。翌1988年1月号より「みかん・絵日記」として連載を開始。テレビアニメ化も果たす。
ほかに「真夜中を過ぎても」「天使の降る日」「海を見ていた犬」などの作品がある。同県出身の漫画家、かどたひろしは、専門学校で同じクラスであり、友人でもある。
代表作『みかん・絵日記』は宮城県白石市が基本舞台となっているが、作者の出身地宮城県柴田町の風景も多数使われているという。

## 作品リスト
- 真夜中をすぎても (白泉社　花とゆめCOMICS全3巻：1986年4月 - 1988年1月、文庫版全1巻：2010年5月14日)
- 天使の降る日(白泉社　花とゆめCOMICS全1巻：1987年1月)
- みかん・絵日記 (白泉社　花とゆめCOMICS全14巻：1988年3月 - 1995年3月、文庫版全6巻：1988年3月)
- パオ・夢の玉手箱 (白泉社　花とゆめCOMICS全2巻：1991年9月 - 1992年6月)
- 君が世界を回してる…!!(白泉社　白泉社レディースコミックス全1巻：1997年5月)
- 楽園へ行こう! (白泉社　花とゆめCOMICS全4巻：1998年12月 - 1999年10月)
- みかん・絵日記特別編 (白泉社　花とゆめCOMICS全3巻：2001年6月 - 2003年11月5日、文庫版全2巻：2008年9月12日)
- 海をみていた犬（白泉社　白泉社レディースコミックス全2巻：2003年7月5日 - 2004年11月5日、文庫版全1巻：2008年9月12日）
- みかん・絵日記 ときめきチョイス!(白泉社 マイベストリミックス 2005年3月)
- 青豆・赤豆・ひよこ豆(白泉社　白泉社レディースコミックス全1巻：2005年5月2日)
- 対岸の彼女（原作：角田光代、白泉社　JETS COMICS全1巻：2005年8月29日）
- ややんの気持ち(白泉社　白泉社レディースコミックス全1巻：2006年3月4日)
- 月のうさぎ(白泉社　白泉社レディースコミックス全1巻：2008年9月5日)
- ねこの根子さん(原作：あさのあつこ、講談社　2009年5月26日)
- 宵越し猫語り 書き下ろし時代小説集(著：近藤史恵、小松エメル、宮本紀子、 森川成美、 佐々木禎子、白泉社　招き猫文庫全1巻：2015年11月5日)
- バースデーカード（原作；吉田康弘）[2](白泉社 花とゆめCOMICSスペシャル 全1巻：2016年10月5日)